# Марунченко, Павел Поликарпович
Марунченко Павел Поликарпович (5 апреля 1917, Макеевка, область Войска Донского — 3 ноября 1943, Крым, Крымская АССР) — Герой Советского Союза, заместитель командира 1-го батальона по политической части 1-го гвардейского стрелкового полка 2-й гвардейской стрелковой дивизии 56-й армии Северо-Кавказского фронта, гвардии старший лейтенант.

## Биография
Родился 5 апреля 1917 года в слободе Макеевка, ныне город Донецкой области Украины, в семье рабочего. Украинец. Член ВКП(б) с 1941 года. Окончил 7 классов. Работал на металлургическом заводе имени С. М. Кирова. В 1938 году по комсомольскому призыву уехал на Дальний Восток. Работал на железнодорожной станции Лазо (ныне администрации города Дальнереченска Приморского края).
В Красной Армии с 1939 года. В 1941 году окончил курсы усовершенствования командного состава. Участник Великой Отечественной войны с августа 1942 года. Сражался на Северо-Кавказском фронте.

## Во время войны
В бою за селение Ардон (Северная Осетия) 10 ноября 1942 года Павел Марунченко, будучи комиссаром батальона 8-й воздушно-десантной бригады, шёл в первых рядах атакующей цепи и примерами личной храбрости увлекал бойцов за собой. Был ранен, но поле боя не покинул, пока подразделение полностью не выполнило боевую задачу.
В ночь на 2 октября 1943 года стрелковый батальон штурмовал сильно укреплённый пункт сопротивления немецкой обороны у хутора Белый Старо-Титоровского района Краснодарского края. Старший лейтенант Марунченко двигался вместе с бойцами в первой атакующей цепи 5-й стрелковой роты. Первым с ними ворвался в траншеи противника. В скоротечной и ожесточённой рукопашной схватке они выбили противника из окопов, уничтожив более 20 человек.
В наступательных боях по прорыву «Голубой линии» немецкой обороны и в последующих боях на промежуточных рубежах Марунченко постоянно находился в боевых порядках стрелковых рот. Вместе с бойцами поднимался и шёл в атаки. Личной отвагой воодушевлял бойцов на успешное выполнение боевой задачи.

### Подвиг
В ночь на 3 ноября 1943 года десант 56-й армии, в составе которого заместителем командира батальона по политической части был Павел Поликарпович Марунченко, из района Темрюка начал форсирование Керченского пролива. Десантирование проходило в шторм, под усиленным огнём противника, в проливе было установлено около 6 тысяч мин.
Высадка началась сразу у нескольких населённых пунктов. 1-я стрелковая рота, среди бойцов которой был Павел Марунченко, высадилась у селения Жуковки и сразу же бросилась в атаку. Марунченко был в первых рядах атакующих. Своей личной храбростью он воодушевлял личный состав подразделения. Несмотря на огонь противника, бойцы ворвались в селение. В рукопашной схватке разгромили врага и овладели Жуковкой.
Продолжая наступление, рота разделилась на две штурмовые группы. Одну из них, в составе стрелкового взвода и пулемётного отделения, возглавил старший лейтенант Марунченко и повёл в атаку на важную в тактическом отношении высоту 175,0 северо-восточнее селения Маяк. Стремительным броском группа ворвалась на высоту и после ожесточённой рукопашной схватки овладела и ею.
Вторая группа роты успеха не имела. Была остановлена на окраине селения. Противник, придя в себя, ринулся контратаковать горстку бойцов, засевших на господствующей высоте. Группа Марунченко отбила несколько вражеских контратак, нанеся гитлеровцам большие потери. А затем Павел Марунченко с призывом «За родину! Вперёд!» поднял бойцов в атаку. Взвод ударил во фланг противника, засевшего в селении Маяк, и вместе со второй группой сломили сопротивление гитлеровцев и овладели селением. В этом бою старший лейтенант Марунченко лично уничтожил 20 солдат противника. Активные действия группы способствовали успешному выполнению боевой задачи по захвату рубежа на подступах к городу Керчь.
Павел Марунченко погиб на Крымской земле 3 ноября 1943 года. Похоронен в селе Глазовка Ленинского района.
Указом Президиума Верховного Совета СССР от 17 ноября 1943 года за образцовое выполнение боевых заданий командования на фронте борьбы с немецко-фашистскими захватчиками и проявленные при этом мужество и героизм, гвардии старшему лейтенанту Марунченко Павлу Поликарповичу посмертно присвоено звание Героя Советского Союза.
Награждён орденом Ленина, орденом Красного Знамени.

## Память

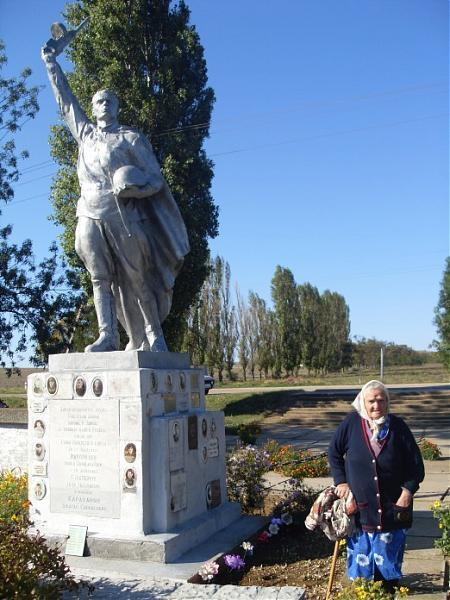
Фигура война-освободителя
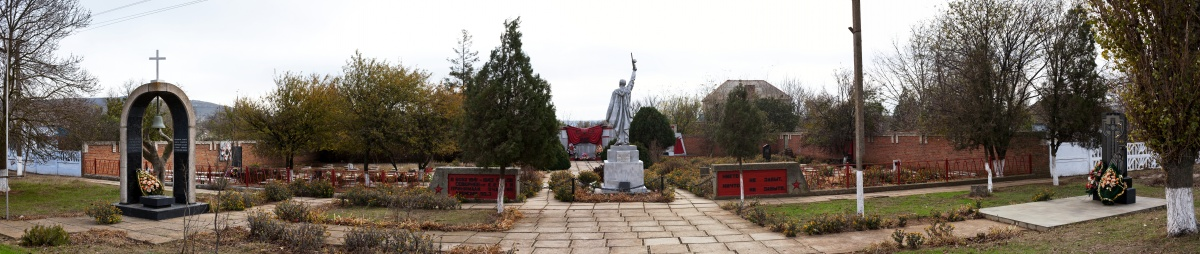
Общий вид мемориала в Глазовке
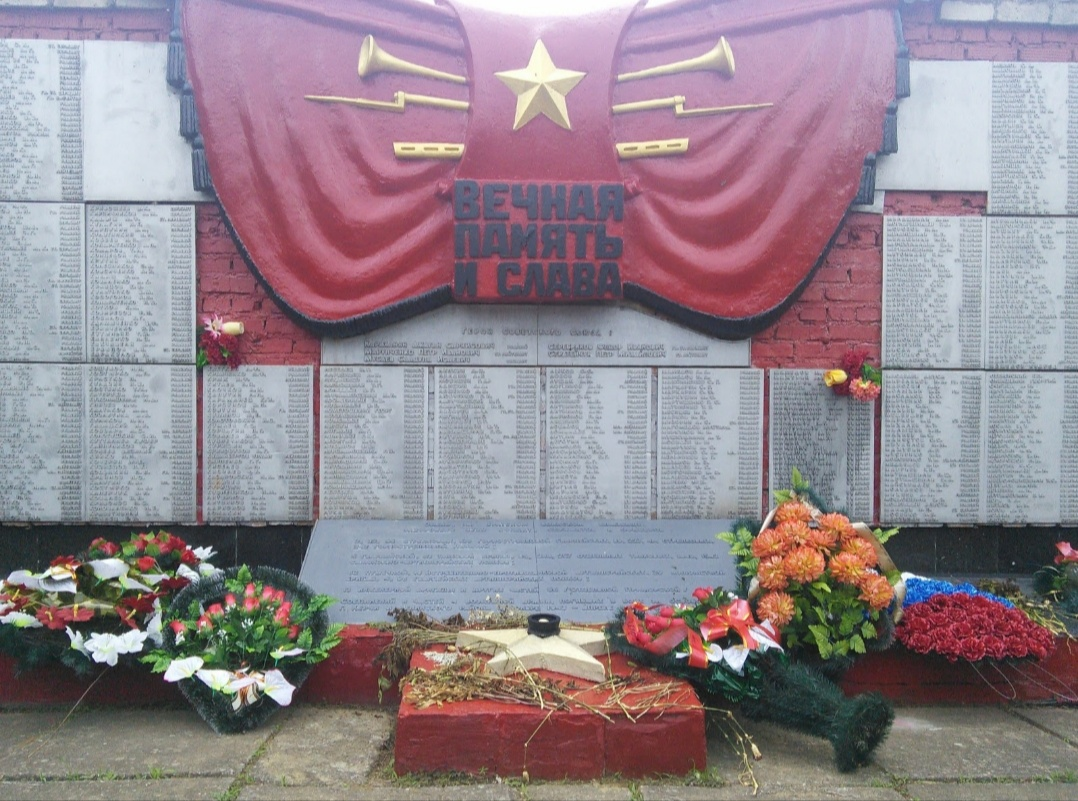
Списки захороненных

Воинское кладбище села Глазовка по улице Шоссейная, у дороги Керчь-Осовины (могилы советских воинов, в том числе Героев Советского Союза П. П. Марунченко, Д. С. Караханян, С. И. Мусаев, П. М. Стратейчук, Ф. И. Серебряков) ныне объект культурного наследия регионального значения.
Именем бесстрашного офицера-политработника названы улицы в городе Макеевке и селении Маяк. Герой Советского Союза П. П. Марунченко был навечно зачислен в списки комсомольской организации металлургического завода имени С. М. Кирова. Бригада сталеваров ежемесячно на счёт Героя выплавляла дополнительно 10 тонн стали.